# William Kinderman

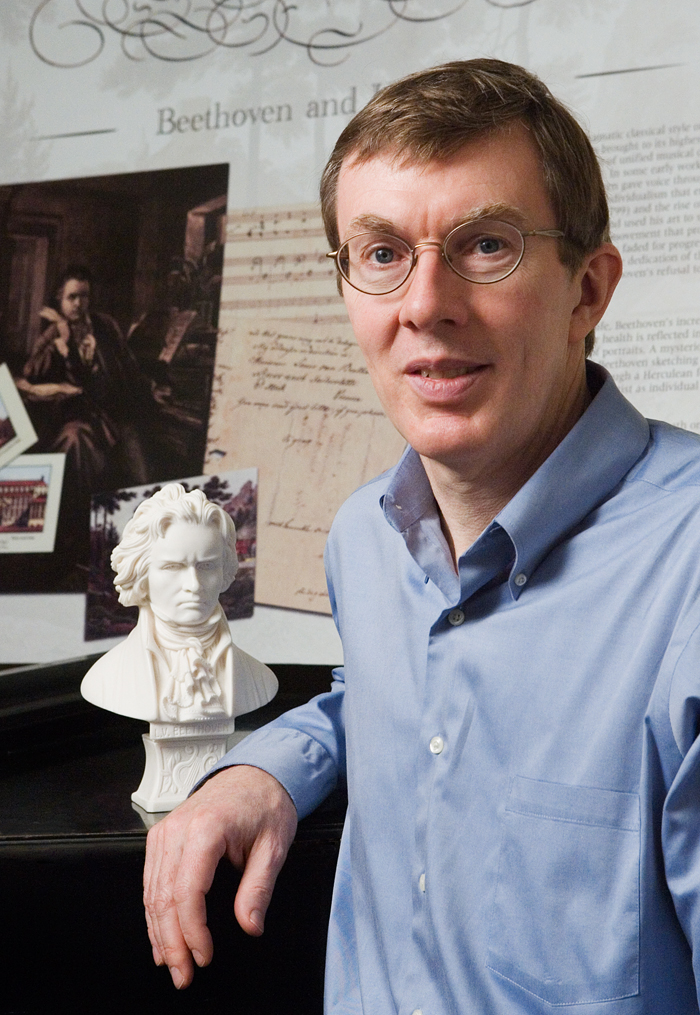
William Kinderman, 2009

William Andrew Kinderman (* 1. November 1952 in Philadelphia) ist ein US-amerikanischer Musikwissenschaftler und Pianist.

## Leben
Kinderman studierte Musik und Philosophie am Dickinson College in Pennsylvania und später in Wien die gleichen Fächer an der Hochschule für Musik bzw. der dortigen Universität. An der Yale University und der University of California in Berkeley studierte er Musikwissenschaft. Er hatte eine Professur an der University of Victoria in British Columbia, Kanada inne, und lehrt heute an der University of Illinois at Urbana-Champaign. Schwerpunkte seiner Forschungen sind Beethoven, Mozart und Wagner.

## Bücher
- Beethoven’s Diabelli Variations. Oxford: Clarendon Press, 1987 (Diss., Berkeley, Calif., University of California, 1980).
- Beethoven’s Compositional Process. University of Nebraska Press, Lincoln/Nebraska 1991.
- Beethoven. Oxford University Press, Oxford 1995.
- The Second Practice of Nineteenth-Century Tonality. University of Nebraska Press, Lincoln/Nebraska 1996.
- Artaria 195: Beethoven’s Sketchbook for the ‘Missa solemnis’ and the Piano Sonata in E Major, Opus 109. 3 Bände, University of Illinois Press, Urbana 2003 (mit Katherine Syer).
- A Companion to Wagner’s Parsifal. Camden House, Rochester/New York 2005.
- William Kinderman (Hrsg.): The String Quartets of Beethoven. University of Illinois Press, Urbana 2006, ISBN 0-252-03036-2.
- Mozart’s piano music. Oxford University Press, New York, NY 2006, ISBN 0-19-510067-0.
- Beethoven: A Political Artist in Revolutionary Times, University of Chicago Press, 2020 – Deutsche Ausgabe unter dem Titel Beethoven. Ein politischer Künstler in revolutionären Zeiten, Wien: Molden Verlag, 2020; ISBN 978-3-222-15052-4

## Aufsätze
- Die Diabelli-Variationen von 1819. Die Skizzenbefunde zu op. 120. Eine Studie zum kompositorischen Schaffensprozess. In: Zu Beethoven. Aufsätze und Dokumente 2. Hrsg. von Harry Goldschmidt, Berlin 1984, S. 130–162.
- Integration and Narrative Design in Beethoven's Piano Sonata in As Major, opus 110, in: Beethoven forum, Vol.  1 (1992), S. 111–145.
- Anton Schindler as Beethoven's Biographer: New Evidence from the Sketchbooks. In: Kunstwerk und Biographie. Gedenkschrift Harry Goldschmidt. Hrsg. von Hanns-Werner Heister, Berlin 2002,  S. 313–323.
- The Great and the Small, the Tiny and the Infinite. Aesthetic Experimentation in Beethoven’s Known and Unknown Bagatelles, in: Musik und Biographie. Festschrift für Rainer Cadenbach. Hrsg. von Cordula Heymann-Wentzel und Johannes Laas, Königshausen & Neumann, Würzburg 2004, S. 179–196, ISBN 3-8260-2804-X
- Beethoven’s Unfinished Piano Trio in F minor from 1816: A Study of its Genesis and Significance. In: Journal of Musicological Research. Band 25, 2006, S. 1–42.
- Die Skizzenbücher Beethovens. In: Ästhetische Erfahrung und Edition. Hrsg. von Rainer Falk und Gert Mattenklott, Tübingen 2007, S. 151–174.